# Profilierverfahren

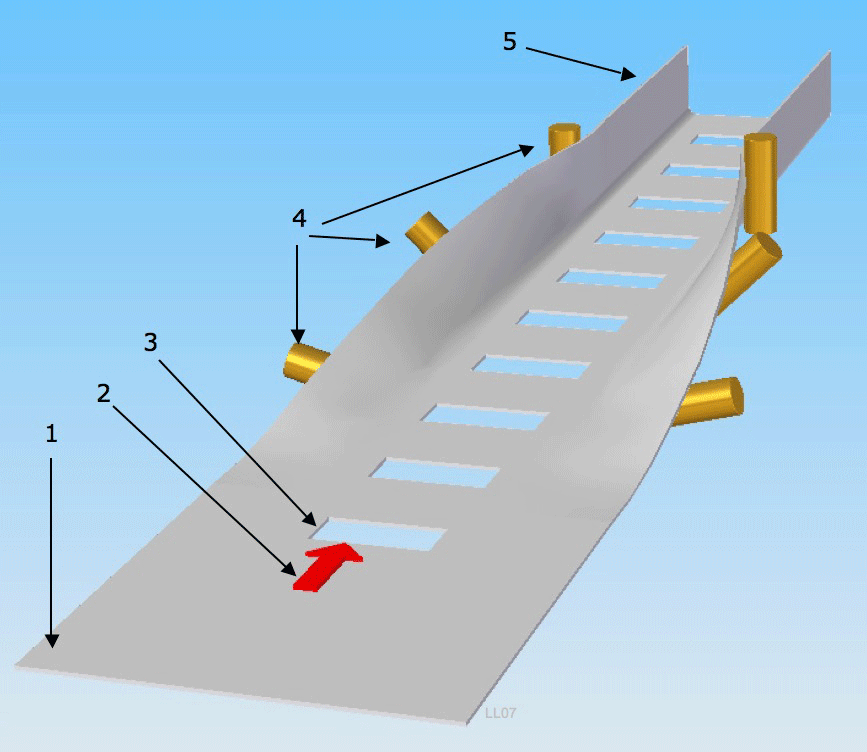
Illustration einer Profilieranlage zur Herstellung eines rechteckigen Profils

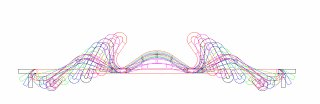
Profilblume

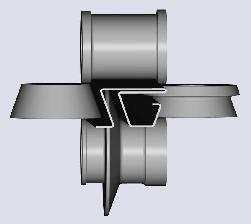
Walzprofiliergerüst

Als Profilierverfahren wird ein technischer Vorgang bezeichnet, bei dem Werkstücke mit einem definierten Querschnitt (Profil) aus Blech mit Hilfe von Profilieranlagen geformt werden. Das wichtigste Verfahren in der industriellen Herstellung insbesondere von Stahlprofilen stellt das Walzprofilieren (auch Rollformen oder Kaltwalzen von Profilen, engl. roll forming) dar. Das Walzprofilieren zählt zur Verfahrensguppe des Walzbiegens, das zum Biegeumformen zählt. Verzweigungen in Blechprofilen können durch das Spaltprofilieren erzeugt werden.

## Walzprofilieren
Beim Walzprofilieren wird ein ursprünglich ebenes Blechband mit bis zu 120 Metern pro Minute durch bis zu 60 und mehr modular hintereinander gereihter und angetriebener Walzenpaaren geleitet, bis die gewünschte Profilform gebogen ist. Profilieranlagen können 100 und mehr Meter lang sein, entsprechend den Anforderungen, die ein Produkt innerhalb eines Arbeitsprozesses erfüllen soll. Die Bleche sind ab 0,1 Millimeter stark, mit einer Bandeinlaufbreite von üblicherweise acht Millimetern etwa bei Zierleisten bis zu 1,2 Metern Breite bei Trapezblechen für Dacheindeckungen. Trotz aller Umformungsschritte innerhalb eines Verfahrens bleibt die Blechstärke immer annähernd konstant.
Die Profilform ist beliebig, es können einfache und komplizierte Querschnitte auf diese Weise hergestellt werden. Zu jedem Profilquerschnitt ist ein eigener Werkzeugsatz (Rollensatz) erforderlich. Dazu entwirft man zunächst die Profilblume, d. h., man legt für jedes Umformgerüst die Querschnittsform fest. Anschließend entwirft man die Form der Rollenwerkzeuge.
Das Walzprofilieren ist ein besonders kostengünstiges Fertigungsverfahren, wenn größere Längen oder größere Mengen hergestellt werden sollen. Die Kombination des Profilierens mit anderen Verfahren wie etwa Stanzen, Längsschweißen oder Prägen ermöglicht ein breites Formenspektrum, ohne das Blech erhitzen zu müssen, sowie eine hohe Produktionsleistung bei exakt gleich bleibender Qualität. Es ist als mehrstufiges Umformungsverfahren mit drehender Werkzeugbewegung in DIN 8586 geregelt.

## Gleitziehbiegen
Das Gleitziehbiegen bietet eine weitere Variante der Profilherstellung. Dabei wird das Werkstück durch mehrere Matrizen gezogen, bis es die gewünschte Profilform aufweist. Bei diesem Verfahren entstehen nur geringe Werkzeug- und Anlagekosten und die Maschinen können schnell auf andere Profilvorgaben umgerüstet werden. Dadurch können auch kleinere Mengen in variablen Längen hergestellt werden.

## Anwendung
Rollgeformte Profile sind vor allem in der Logistik (Regale), am Bau (Montage-, Schalungssysteme), im Automobil (Stoßstangen, Seitenaufprallteile, Interieur), in der Elektrobranche (Schaltschrankbau), der Solarindustrie (Montage) und der Haushaltstechnik (Zierleisten) gefragt.